# Monkeyshines, No. 3
Monkeyshines, No. 3 (česky Monkeyshines, č. 3) byl britský němý film z roku 1890. Režiséry byli William Kennedy Dickson (1860–1935) a William Heise (1847–1910). Film je považován za ztracený.

## Děj
Film zachycoval bíle oblečeného muže, jak gestikuluje.

## Obsazení
| Giuseppe Sacco Albanese | muž |